# Červená pevnost
Červená pevnost (anglicky Red Fort, hindsky लाल क़िला, lál kilá, urdsky لال قلعہ‎, lál kilá) je pevnost v Indii v Dillí, jeden ze symbolů města. Nachází se mezi starým městem (anglicky Old Delhi) a řekou Jamunou. Je navštěvovanou turistickou atrakcí. Je vyobrazena na bankovce 500 indických rupií. Patří k důležitým ukázkám mughalské architektury.

## Popis areálu
Pevnost zabírá plochu celkem 103 ha. Její areál byl plánován v podobě pravidelného obdélníku, opevnění však bylo zbudováno v nepravidelném tvaru. Mezi opevněním a budovami paláců, nádvoří a zahrad v minulosti existovalo svébytné město s početnými uličkami a tržišti. Její hradby mají délku 2,4 km, jsou z nápadného červeného pískovce a doplněné věžemi.
Do pevnosti vedou celkem dvě brány; Láhaurská brána, hlavní a Dillíská brána, která zajišťovala přístup z jižní strany. Jako významná památka a symbol města i země je přísně hlídaná vzhledem k rizikům teroristických útoků v Indii.
Každý rok je na Den nezávislosti 15. srpna vztyčována indická vlajka na Láhaurskou bránu.

## Historie
Pevnost byla postavena v letech 1639 až 1648 pro mughalského císaře Šáhdžahána. Své přízvisko červená získala díky červenému pískovci, ze kterého byla postavena. Vznikala v souvislosti s přemístěním hlavního města říše zpět do Dillí. Její projekt připravil architekt Ustad Ahmad Lahori, který mimo jiné navrhl i Tádž Mahál.[zdroj?]
Dříve byla sídlem sultána a kromě výstavních budov panovníka a jeho dvora se zde nacházely i obytné domy, které vyplňovaly prostor mezi mohutnými hradbami a centrální části pevnosti. Mnohé výstavní budovy byly postaveny podle pevnosti v Ágře. I do červené pevnosti v Dillí nicméně zasáhly stavební úpravy.
V roce 1747 pevnost vyplenil íránský vládce Nádir Šáh.
Pevnost byla také místem střetů během Velkého indického povstání v roce 1857. Pevnost nebyla chráněna. Po povstání byly některé místní paláce vyrabovány a poškozeny. Na volném prostranství zbudovali Britové kasárna.
Před příjezdem britské panovnické rodiny do Indie v roce 1911 bylo rozhodnuto o částečné obnově areálu. Opraveny a přebudovány byly ale jen některé stavby. V roce 1913 vyhlásili Britové areál za památkově chráněný. Až do roku 2003 jeho část využívala stále indická armáda, poté byla správa předána místnímu archeologickému muzeu, které mělo provést jeho renovaci. Od roku 2007 je Červená pevnost součástí světového dědictví UNESCO.